# Mirza Durakovic
Mirza Duraković, född 21 december 1982 i Karlstad, är en svensk fotbollsspelare och fotbollstränare som spelar för Carlstad United. Duraković har spelat ungdomslandskamper i sin åldersklass för Sverige. Tidigare har han spelat för de svenska klubbarna IFK Kronoparken, Degerfors IF, Carlstad United, Gif Sundsvall och den norska klubben Nybergsund IL-Trysil; i den sistnämnda var han även lagkapten. Duraković blev utnämnd till Nybergsunds bäste spelare säsongen 2007. Inför säsongen 2013 blev Duraković huvudtränare för FBK Karlstad.